# Ліфтбек
Ліфтбек (англ. liftback, дослівно — «піднімна задня частина») — це хетчбек з довгим, як у седана, заднім звісом; може мати два об'єми і похилий дах, як у більшості хетчбеків, такий тип ще називають фастбек (fastback), що є хибним твердженням.

## Опис

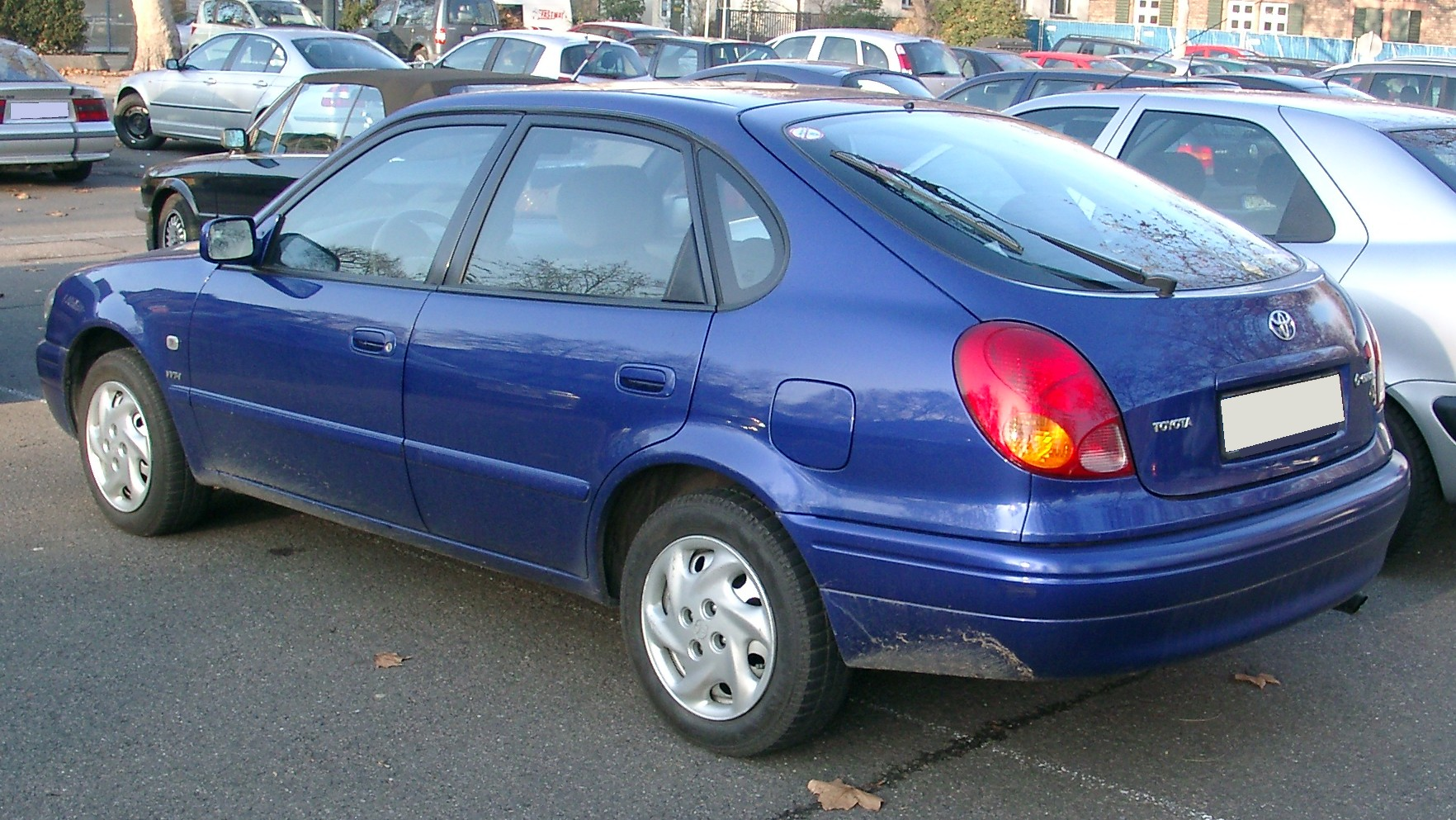
Toyota Corolla Liftback — п'ятидверний ліфтбек (фастбек) з двохоб'ємним кузовом

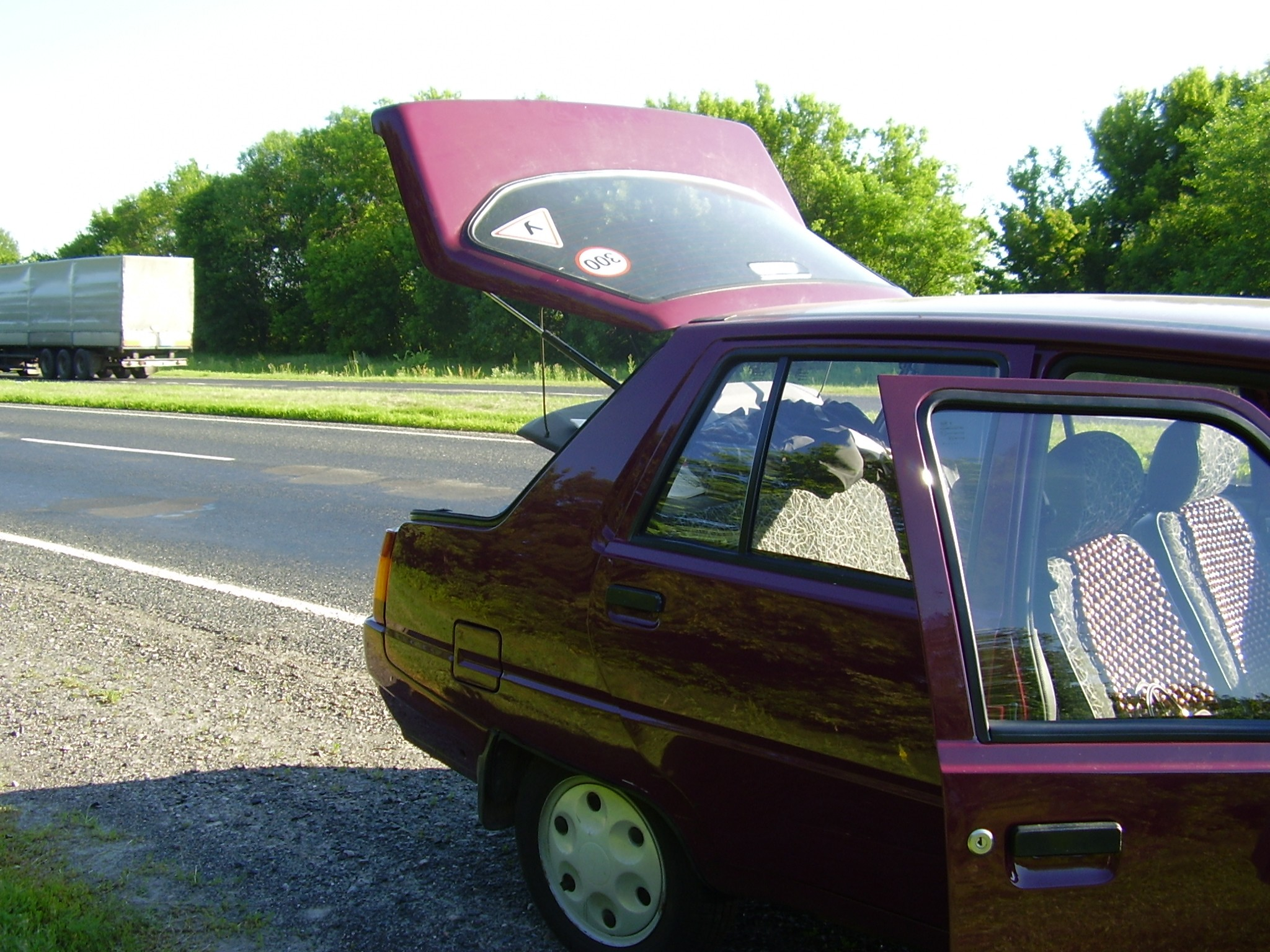
ЗАЗ-1103 «Славута» — трьохоб'ємний ліфтбек

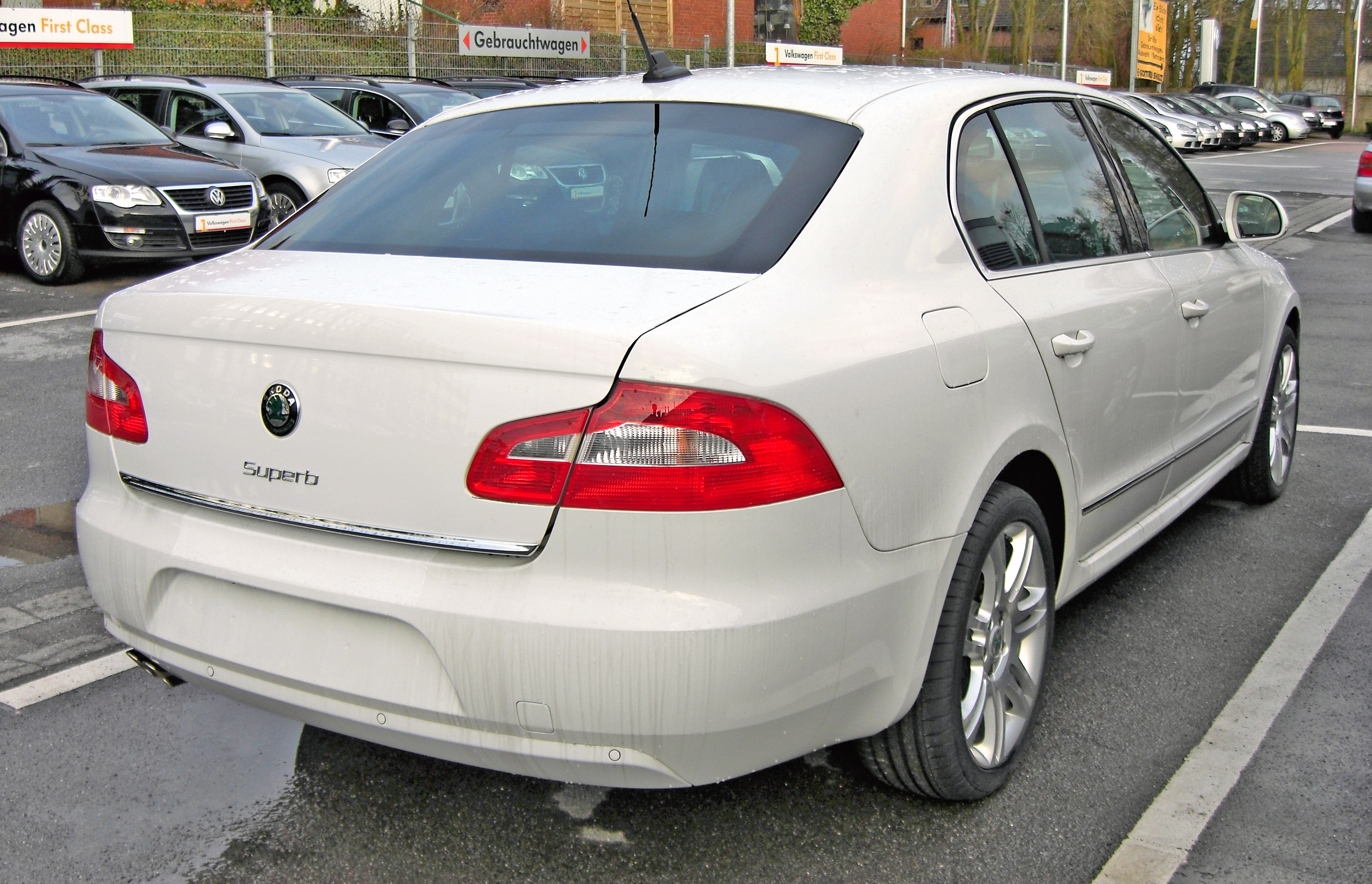
Skoda Superb виглядає як седан, але двері в задній стінці кузова видають в ній ліфтбек з трьохоб'ємним кузовом

Від хетчбека він відрізняється більшою довжиною заднього звису: у ліфтбек він по довжині такий же, як у седана, а у хетчбека — коротший.
При цьому кузов більшості ліфтбеків, як і у більшості хетчбеків, двохоб'ємний. Зрідка трапляються й трьохоб'ємні, від хетчбека такий кузов відрізняється, крім довжини заднього звису, візуальною схожістю з седаном, а кришка багажника просто «продовжується» до даху; приклад такого випадку — ЗАЗ-1103 «Славута». Для цього типу також можуть зустрічатися назви хетчбек-седан і ліфтбек-нотчбек.
Але, всупереч поширеній на території України омані, яка з'явилася через те, що «Славута» свого часу була єдиним масово поширеним і широко освітленим в пресі типом такого автомобіля на території колишнього СРСР, наявність двох або трьох візуальних об'ємів не є визначальною ознакою такого типу кузова, як ліфтбек, — таким є саме довжина заднього звису незалежно від числа візуальних об'ємів.
Наприклад, Toyota Corolla E10 випускалася як у кузові «п'ятидверний хетчбек», так і в кузові «п'ятидверний ліфтбек». Ліфтбек відрізнявся довшим заднім звисом і, відповідно, сильніше нахиленою задньою стінкою, інколи її називають і «фастбек».
Цей тип міг би бути названий і універсалом, за аналогією зі старими поколіннями Audi 100 Avant, але класичний універсал з вертикальними п'ятими дверима на базі цієї моделі також випускався, тому в цьому випадку для поділу трьох типів кузовів вони були названі «хетчбек», «ліфтбек» і «універсал».
Присвоєння конкретній моделі позначення «хетчбек», «універсал» або «ліфтбек» часто залежить від політики компанії-виробника і конкретного ринку збуту. У США, наприклад, історично відоміший термін «ліфтбек», в той час як в Україні він практично не вживається.
У наш час[коли?] автомобілі з таким кузовом пропонує, наприклад, чеська «Шкода», саме — моделі Škoda Octavia і Škoda Superb другого покоління. Зовні вони схожі на седани й мають об'єми візуальних, але п'яті дверцята, що відкриваються в задній частині, видають[кому?] в них типові ліфтбеки. Саме такий тип кузова заявляється для цих автомобілів виробником на більшості ринків. Проте на ринку Україні тип кузова цих автомобілів вказується виробником як «хетчбек», оскільки в Україні цей термін звичніший покупцям.